# Nanosella fungi
Nanosella fungi — вид жуків родини перокрилок (Ptiliidae). До 2015 року цей вид вважається найдрібнішим видом жуків у світі, коли цей титул перейшов до Scydosella musawasensis.

## Поширення
Вид поширений в східних штатах США.

## Опис
Тіло завдовжки до 0,3 мм.

## Спосіб життя
Жук живе у порах трутовикових грибів. Живиться спорами грибів.